# Kara (singolo)
Kara è il sedicesimo singolo del duo musicale italiano Krisma, pubblicato nel 2001.

## Descrizione
Dopo dodici anni dall'uscita dell'ultima fatica discografica dei Krisma, l'album Non ho denaro, periodo durante il quale si sono esibiti solamente dal vivo, il duo torna a comporre e pubblicare musica con un nuovo singolo, Kara, nato quasi per caso dagli esperimenti di Maurizio Arcieri con l'emulatore di strumentazione Roland per computer ReBirth.
Maurizio realizza vari brani musicali in questo periodo, ma solo Kara finisce per interessare al produttore e dj Joe T. Vannelli, che decide di pubblicarlo come singolo per la propria etichetta discografica nascente Alice Records, in vista della produzione di un intero album discografico che però non vede la luce perché la casa discografica non è in grado di promuovere efficacemente le previste uscite discografiche dei Krisma.
Nel brano, mentre la base musicale viene realizzata con il software ReBirth, la voce di Christina Moser viene fortemente effettata grazie all'uso dell'Auto-Tune.
Il singolo è stato pubblicato ufficialmente nel 2001 dall'etichetta discografica Alice in formato CD single contenente tre tracce, tre differenti versioni dello stesso brano Kara. Sempre nello stesso anno sono stati distribuiti anche dei CDr promo da parte della JT Company, contenenti da 3 a 5 tracce, differenti versioni dello stesso brano. Tutte le edizioni sono state destinate al mercato italiano.
Kara non è stato incluso in nessun album né in nessuna raccolta successiva, neppure la raccolta di brani riregistrati The Best uscita nello stesso 2001.

## Tracce
CD single Alice
1. Kara (Single Version) – 3:51 (Krisma)
2. Kara (European Version) – 3:51 (Krisma)
3. Kara (Instrumental Version) – 3:56 (Krisma)

Durata totale: 11:38
CDr single promo JT Company
1. Kara (Italian Version) (Krisma)
2. Kara (English Version) (Krisma)
3. Kara (Instrumental Version)) (Krisma)

CDr single promo JT Company
1. Cara (Italian Version Extended) (Krisma)
2. Cara (Italian Version Radio Edit) (Krisma)
3. Cara (English Version Extended)) (Krisma)
4. Cara (English Version Radio Edit) (Krisma)

CDr single promo JT Company Kara (Versione Toydrum)
1. Kara (Italian Version Extended) (Krisma)
2. Kara (Vox - Delay) (Krisma)
3. Kara (English Version) (Krisma)
4. Kara (Instrumental English) (Krisma)
5. Kara (Instrumental Ita) (Krisma)

## Crediti

### Formazione
- Christina Moser - voce
- Maurizio Arcieri - sintetizzatore

### Personale tecnico
- Joe T. Vannelli - produzione discografica

## Strumentazione
- ReBirth
- Auto-Tune